# Pęk płaszczyzn

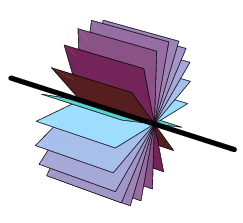
Ilustracja pęku płaszczyzn

Pęk płaszczyzn – zbiór wszystkich płaszczyzn, w których zawiera się dana prosta, nazywana osią pęku.

## Definicja algebraiczna
Niech prosta {\displaystyle l} będzie częścią wspólną nierównoległych płaszczyzn o równaniach:
{\displaystyle A_{1}x+B_{1}y+C_{1}z+D_{1}=0,}
oraz
{\displaystyle A_{2}x+B_{2}y+C_{2}z+D_{2}=0.}
Pęk płaszczyzn wyznaczony przez prostą {\displaystyle l} jest zbiorem wszystkich płaszczyzn danych równaniem parametrycznym:
{\displaystyle \lambda (A_{1}x+B_{1}y+C_{1}z+D_{1})+\mu (A_{2}x+B_{2}y+C_{2}z+D_{2})=0,}
gdzie parametry {\displaystyle \lambda } i {\displaystyle \mu } nie są równocześnie zerowe.